# II. Puzur-Assur
II. Puzur-Assur Asszíria királya az óasszír korban, az i. e. 19. században. Apját, Sarrukínt követte a trónon. Neve sok helyen megjelenik, az óasszír kereskedelem korában egészen Puruszhandáig eljutottak az asszírok, maga Puzur-Assur valószínűleg apja képviselője volt a távoli kárumban. Nevének jelentése: Assur titka.
Évkönyvei alapján nyolc évig uralkodott, valószínűleg idős ember volt már, mikor a 40 évig uralkodó apját felváltotta. Egyik fia, Ili-báni neve már 11 évvel Sarrukín halála előtt megjelenik egy szerződésben. A különböző kronológiai rendszerekben eltérő, a középső kronológia szerint i. e. 1881-ben lépett trónra. Amióta azonban a Puzur-Istár limmuját az i. e. 1833-as napfogyatkozással azonosítják, az i. e. 1865-ös dátum valószínűbb. A trónon Narám-Szín nevű fia követte.
A nyolc év uralkodás alatt kilenc limmu neve ismert, az ő dátumaik a napfogyatkozással korrelált dátumok, amelyek sem a rövid, sem a hosszú kronológiával nem azonosak.
- i. e. 1865 Assur-iddin, Šuli fia
- i. e. 1864 Assur-nada, Puzur-Ana fia
- i. e. 1863 Kubia, Karria fia
- i. e. 1862 Ili-dan, Elali fia
- i. e. 1861 Szilulu, Uku fia
- i. e. 1860 Assur-nada, Ili-binanni fia
- i. e. 1859 Ikuppi-Istár, Ikua fia
- i. e. 1858 Buzutaja, Šuli fia
- i. e. 1857 Innaja, Amuraja fia

| Előző uralkodó: I. Sarrukín | Asszíria királya i. e. 19. század | Következő uralkodó: Narám-Szín |